# Axonopus ciliatifolius
Axonopus ciliatifolius är en gräsart som beskrevs av Jason Richard Swallen. Axonopus ciliatifolius ingår i släktet Axonopus och familjen gräs.
Artens utbredningsområde är Belize. Inga underarter finns listade i Catalogue of Life.